# Camarosporium atriplicis
Camarosporium atriplicis är en svampart som beskrevs av J.V. Almeida & Sousa da Câmara 1905. Camarosporium atriplicis ingår i släktet Camarosporium, ordningen Botryosphaeriales, klassen Dothideomycetes, divisionen sporsäcksvampar och riket svampar.   Inga underarter finns listade i Catalogue of Life.